# Lakīs Avraamidīs
Lakīs Avraamidīs (in greco: Λάκης Αβρααμίδης; 1º gennaio 1940) è un ex calciatore cipriota, di ruolo difensore.

## Carriera
Ha giocato due partite per la nazionale cipriota nel 1968.